# Bharoli Kalan
Bharoli Kalan is een census town in het district Pathankot van de Indiase staat Punjab. 

## Demografie
Volgens de Indiase volkstelling van 2001 wonen er 3369 mensen in Bharoli Kalan, waarvan 52% mannelijk en 48% vrouwelijk is. De plaats heeft een alfabetiseringsgraad van 66%. 